# 多治比豊継
多治比 豊継（たじひ の とよつぐ、生没年不詳）は、奈良時代後期から平安時代初期にかけての女官。桓武天皇の女孺で、桓武天皇の皇子から臣籍降下された長岡岡成の母。姓は真人。位階は従五位上。

## 生涯
『新撰姓氏録』「左京皇別」の「長岡朝臣」の項目によると、桓武天皇が皇太子であった際に、女孺として仕え、岡成王を生んだことが記されている。
延暦4年（785年）正月、無位から従五位下に叙され、延暦18年（799年）正月、従五位上に昇叙したことが、史書には記録されている。この間に、息子の岡成は賜姓され、延暦6年（787年）2月、長岡朝臣を名乗っている。

## 官歴
『六国史』による
- 延暦4年（785年）正月27日：従五位下
- 延暦18年（799年）正月17日：従五位上